# Dominica
Dominica (uitspr.: [doˈminika]; niet te verwarren met de Dominicaanse Republiek), officieel: Gemenebest Dominica (Engels: Commonwealth of Dominica), is een onafhankelijke eilandstaat in de Caribische Zee. Het ligt ten zuiden van Guadeloupe en ten noorden van Martinique en behoort tot de Bovenwindse Eilanden van de Kleine Antillen.

## Geschiedenis
Dominica werd oorspronkelijk bewoond door de inheemse Taíno die rond 1400 door de Cariben werden verdreven. Het eiland werd Waitukubuli (lang is haar lichaam) genoemd. Het eiland werd op 3 november 1493 ontdekt door Christoffel Columbus, tijdens zijn tweede reis naar wat hij dacht dat Indië was. De naam komt van de dag waarop het eiland werd ontdekt; een zondag, in het Latijn dies dominica.
De Cariben leverden hevige tegenstand tegen de kolonisatie van Dominica. In 1632 werd de eerste Franse nederzetting gesticht. In 1635 werd het eiland officieel geclaimd door Frankrijk. In 1653 werden Carib vrouwen verkracht door Franse soldaten. Als wraak werden de Franse kolonisten op het naburige eiland Marie-Galante in Guadeloupe door de Cariben vermoord. Frankrijk verklaarde vervolgens de oorlog. In 1660 werd een vredesverdrag gesloten tussen de Cariben, Frankrijk en het Verenigd Koninkrijk waarbij werd besloten dat Guadeloupe door de Fransen mocht worden gekoloniseerd, maar dat Dominica van de Cariben was. In 1748 werd het verdrag bevestigd door de Vrede van Aken.

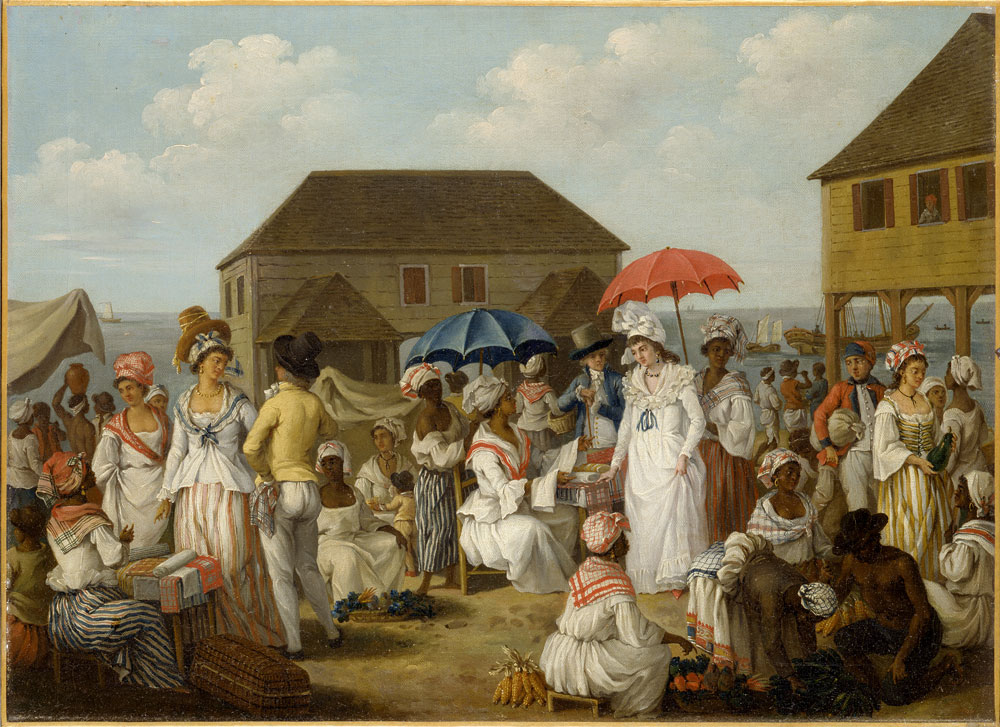
Linnenmarkt in Roseau door Agostino Brunias (ca.1770)

Dominica werd desalniettemin gekoloniseerd door kleine groepen Fransen en Britten, en er werden suikerrietplantages gesticht met Afrikaanse slaven. In 1759 werd het eiland veroverd door het Verenigd Koninkrijk. In 1771 werd het een kolonie. In 1778 werd het heroverd door Frankrijk, en in 1783 heroverd door het Verenigd Koninkrijk. In 1797 werden de Cariben grotendeels verdreven en kregen een reservaat van 94 hectare rond het dorp Salybia. In 1903 werd het Kalinago-territorium opgericht als reservaat voor de Cariben. In 2011 telde het eiland 2.576 Cariben die de enige overgebleven precolumbiaanse populatie in de oostelijke Caraïben vormen.
In 1831 kregen vrijgelaten slaven beperkt stemrecht en mochten deelnemen aan de wetgevende macht. In 1838 werd de slavernij afgeschaft en kreeg de Afrikaanse bevolking de meerderheid in de wetgevende macht. De plantagehouders kwamen hier tegen in verzet en in 1865 werd de helft van de leden aangesteld door de koloniale raad. In 1871 werd Dominica een onderdeel van de Britse Benedenwindse Eilanden. In 1936 werd het eiland verplaatst naar de Britse Bovenwindse Eilanden. In 1958 werd het een onderdeel van de West-Indische Federatie, en in 1967 kreeg Dominica interne autonomie als lid van het Verenigd Koninkrijk.
In 1974 werd Patrick John premier van Dominica. Tijdens het wintercarnaval werd de Amerikaanse toerist John Jirasek vermoord. De student Desmond Trotter werd gearresteerd en ter dood veroordeeld door ophanging. De regering John voelde zich bedreigd door de Black Power-beweging en de Rastafari, en claimde dat het eiland onveilig werd door de Rastafari. Het parlement nam de Prohibited and Unlawful Societies and Associations Act aan dat in de volksmond "Dread Act" werd genoemd. De wet verklaarde bezitters van dreadlocks, het uiterlijke kenmerk van de Rastafari, vogelvrij. Dreads konden straffeloos worden gedood, indien ze zich in iemands huis bevonden, gearresteerd zonder aanklacht, en de Dominica Defence Force begon een anti-Dread campagne in het binnenland waarbij een onbekend aantal doden vielen. De Dread Act werd in 1981 afgeschaft.
In 1975 werd John herkozen als premier. Na zijn overwinning stelde John perscensuur in en versterkte de macht van de veiligheidsdiensten. Het aantal demonstraties tegen de regering bleef toenemen. Op 3 november 1978 werd Dominica een onafhankelijk land met John als premier en werd lid van het Britse Gemenebest. Op 29 mei 1979 vond een demonstratie met ongeveer 10.000 deelnemers. De demonstranten trokken op naar het parlementsgebouw waar de Dominica Defence Force het vuur opende op de menigte. Phillip Timothy kwam om het leven en er vielen 8 gewonden. Zuid-Afrika had een handelsembargo opgelegd gekregen door de Verenigde Naties vanwege de apartheidswetgeving. In mei 1979 was tevens onthuld dat Dominica illegaal olie had geleverd aan Zuid-Afrika. Op 21 juni viel het kabinet en werd John gedwongen af te treden. James Seraphine werd aangesteld als plaatsvervangend premier.
In 1980 werd Mary Eugenia Charles premier. Zij was de eerste vrouwelijke premier van de Caraïben en bestuurde Dominica tot 1995. In 1981 waren er twee mislukte staatsgrepen. Op 18 december pleegde majoor Frederick Newton een staatsgreep door het politieburo aan te vallen waar bij één agent werd gedood. Newton werd in 1983 ter dood veroordeeld en opgehangen. Op 17 maart 1981 werd een staatsgreep verijdeld van de voormalige premier Patrick John. John was plan de macht te grijpen in Operatie Red Dog met een huurlingenleger geleid door de Amerikaan Mike Perdue, lid van de Ku Klux Klan, en de Duits-Canadese neo-nazi Wolfgang Droege die later de Heritage Front oprichtte. Tien huurlingen werden in New Orleans gearresteerd waarvan 6 lid waren de Ku Klux Klan, en in Dominica werd onder andere Patrick John gearresteerd. In 1985 werd John veroordeeld tot 12 jaar. Hij werd in 1990 vervroegd vrijgelaten.
In 2007 richtte orkaan Dean zware schade aan op het eiland. De gevolgen van de orkaan deden de economie in een recessie belanden die tot 2014 bleef duren.
Op 18 september 2017 trok het oog van de orkaan Maria recht over het eiland waardoor er weer grote schade werd aangericht. Het eiland werd zo goed als volledig verwoest.

## Geografie

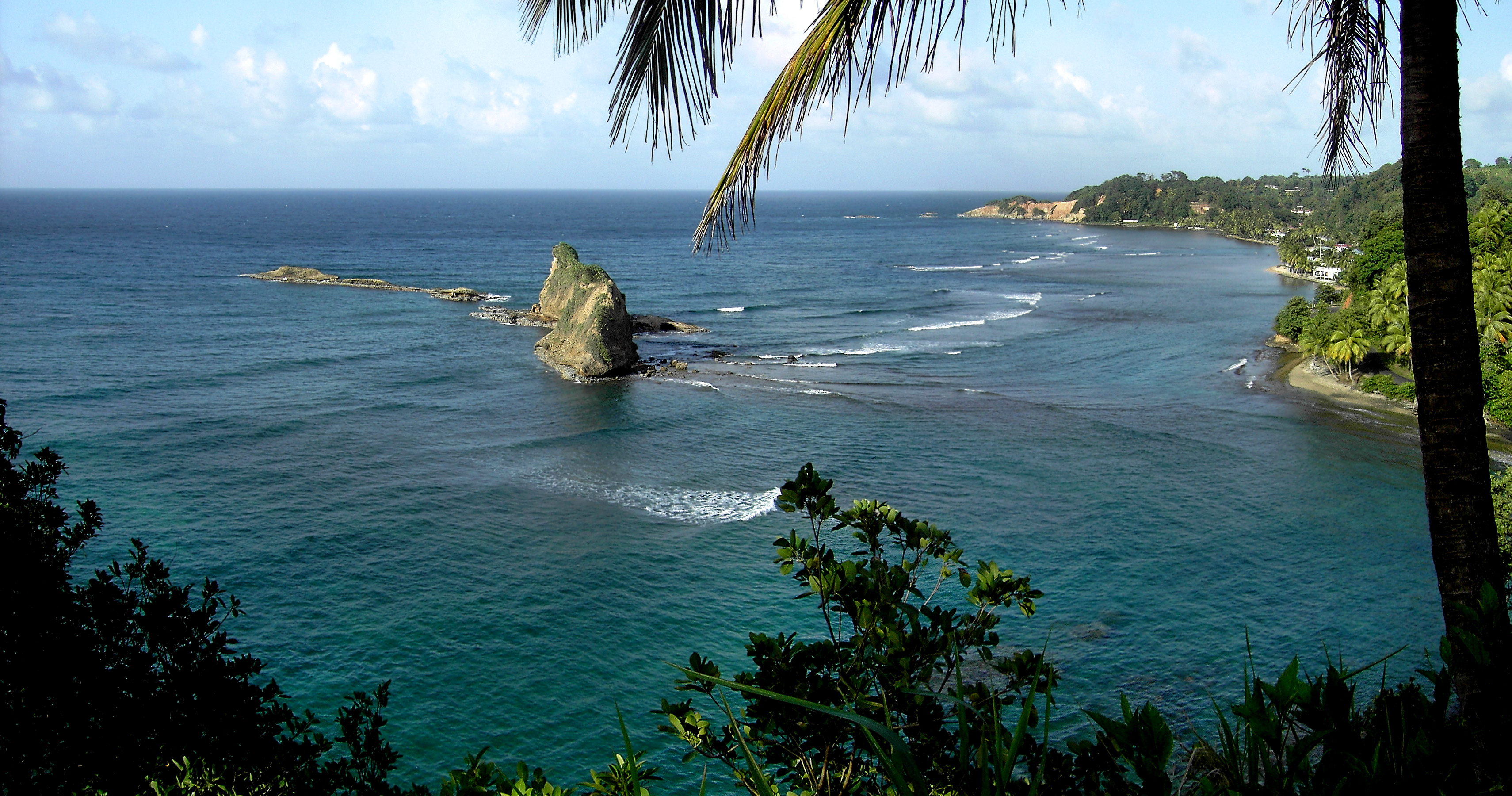
Calibishie, gelegen aan de noordkust van Dominica.

Dominica is onderdeel van de Bovenwindse Eilanden. De oostkust is naar de Atlantische Oceaan gericht, de westkust naar de Caribische Zee. Ten noorden van Dominica ligt op bijna vijftig kilometer afstand Guadeloupe, en ten zuiden op ongeveer veertig kilometer afstand bevindt zich Martinique. De hoofdstad — en tevens de grootste stad — Roseau ligt aan de zuidwestkust. In het noordwesten bevindt zich Portsmouth, met 4167 inwoners (2011), de tweede stad van het land.
Dominica heeft een van de ruigste en natuurlijkste landschappen in de Caraïben. De oostkant van het eiland is bedekt met dicht, tropisch regenwoud. De passaatwinden zorgen op sommige plaatsen tot een jaarlijkse neerslag van wel 9000 mm. Die hoge neerslagwaarden zorgen voor talrijke riviertjes (de Dominicanen tellen er 365, voor elke dag van het jaar één), poelen en watervallen. De westkust daarentegen ligt in de regenschaduw van de vrij hoge bergen (tot 1447 m voor de Morne Diablotins) en ontvangt slechts tot 1500 mm regen.

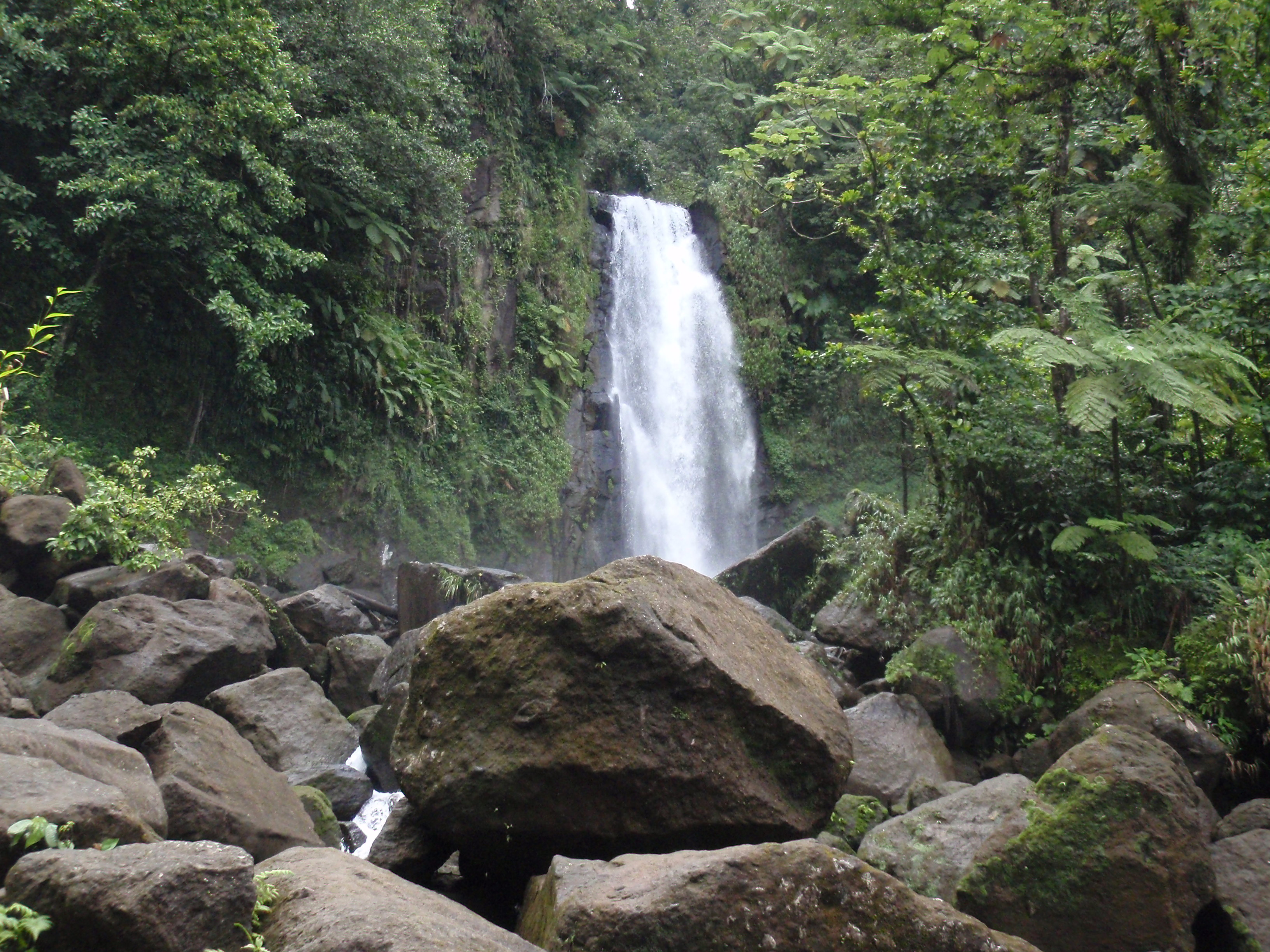
Regenwoud bij de Trafalgarwatervallen

Geologisch gezien maakt Dominica deel uit van de vulkanenreeks van de Kleine Antillen. Het is het jongste eiland van de reeks en is nog in volle opbouw. Negen van de zestienactieve vulkanen van de Caraïbische eilanden bevinden zich op het eiland. Morne Watt is in juli 1997 voor het laatst uitgebarsten met een stoomexplosie en deponeerde vulkanische as in de Valley of Desolation ongeveer 1,5 km van Boiling Lake, een kokend meer dat waarschijnlijk omstreeks 700 na Christus is ontstaan na de laatste grote uitbarsting.
- lengte landgrenzen: geen
- kustlijn: 148 km
- grootste rivieren: Layou, Roseau
- grootste meer: Boeri Lake
- hoogste punt: Morne Diablotins 1447 m

### Biodiversiteit

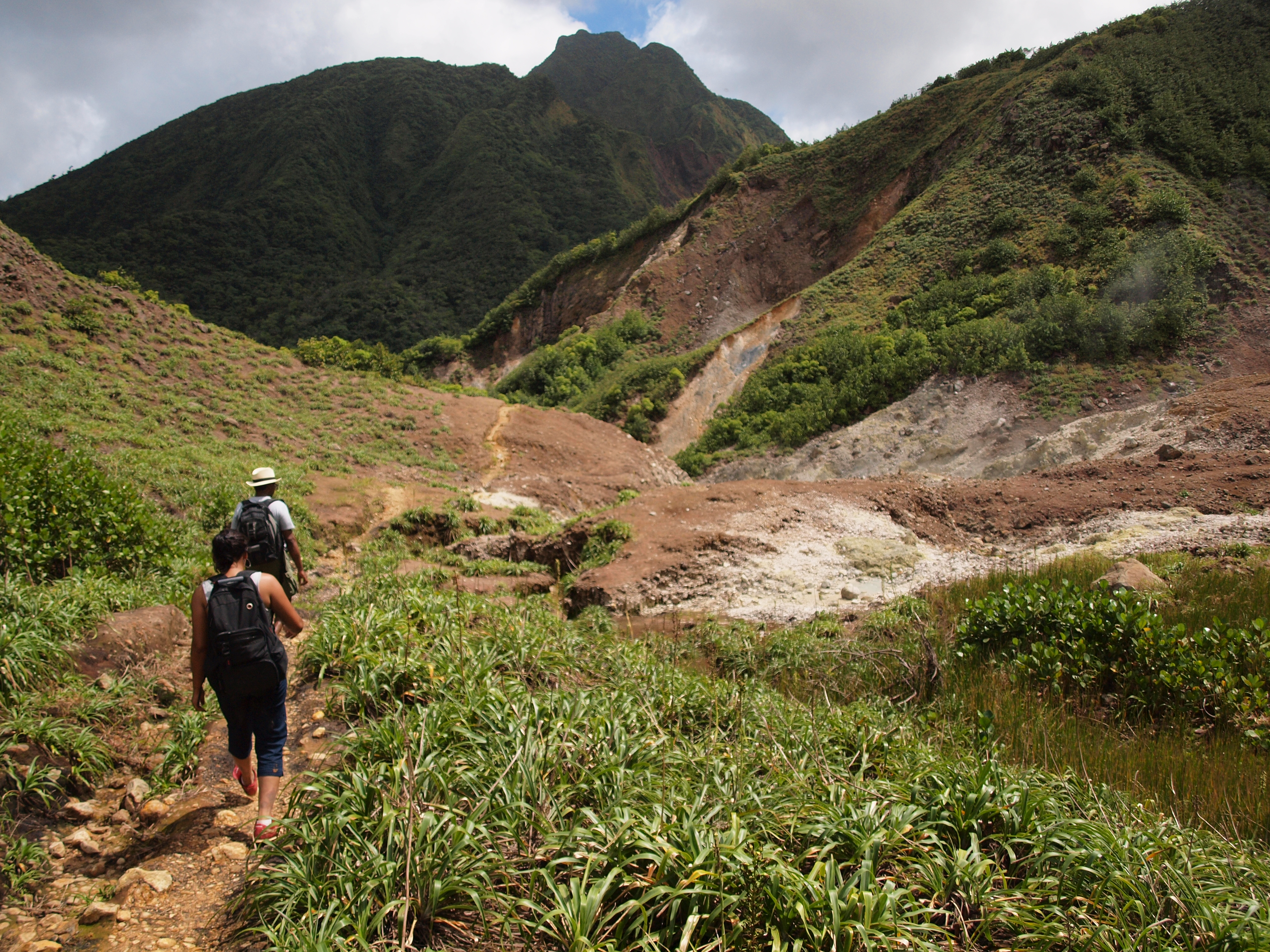
Natuur in de bergen van Dominica

Dominica is vanwege zijn biodiversiteit een bekende bestemming voor ecotoerisme. De vulkanen van Dominica zijn zo steil en bergachtig dat er meer tropisch regenwoud en nevelwoud is gespaard voor de houtkap en aanleg van suikerriet en bananen-plantages vergeleken met bijvoorbeeld het vlakke Barbados. Door het ruige en bergachtige terrein is ongeveer 240 van de 750 km² gecultiveerd of bewoond.
Er groeien ongeveer 1000 soorten planten waaronder de heliconia, de soort Heliconia caribaea, 74 soorten orchideeën en 200 soorten varens. 22 soorten planten zijn endemisch.
Dominica heeft 195 soorten vogels, waaronder twee soorten die alleen op Dominica voorkomen: de zeldzame en goed beschermde keizeramazone (Amazona imperialis) en de roodkeelamazone (Amazona arausiaca).
Vogelsoorten zoals de granaatkolibrie komen ook voor op de aangrenzende eilanden zoals Guadeloupe maar niet op het vasteland van Zuid-Amerika.
Vanwege de ligging verder weg van het vasteland van Zuid-Amerika komen er op Dominica minder vogelsoorten en zoogdieren voor vergeleken met bijvoorbeeld Trinidad, waar 472 vogels en 100 soorten zoogdieren leven.
Zoogdieren op Dominica zijn beperkt tot een aantal vleermuizen zoals de Brachyphylla cavernarum en zeezoogdieren zoals de potvis, Caribische lamantijn en bultrugwalvis.
De orkanen vormen een bedreiging voor de endemische diersoorten. Zo vernielde orkaan Maria het leefgebied van de 160-240 overgebleven keizeramazone-papegaaien waardoor het aantal sterk verminderde.
Potvissen en riffen van koraal worden intensief beschermd door de regering van Dominica.

## Demografie
In 2011 telde Dominica 71.293 inwoners. In de periode tussen 2001 en 2010 was er een geboorteoverschot van 4.705 personen, maar door emigratie daalde het aantal inwoners met 434. Sinds 1970 schommelt het aantal inwoners rond de 70.000. In 2011 was 84,8% van de bevolking van Afrikaanse afkomst, 8,7% van gemengde afkomst, 3,7% was inheemse bevolking, en 1,3% was van Europese afkomst.
De Rooms-Katholieke Kerk was de grootste religie met een aandeel van 52,7%. 19,0% was Evangelisch, 6,7% was zevendedagsadventist, en 2,6% was methodist.

## Economie

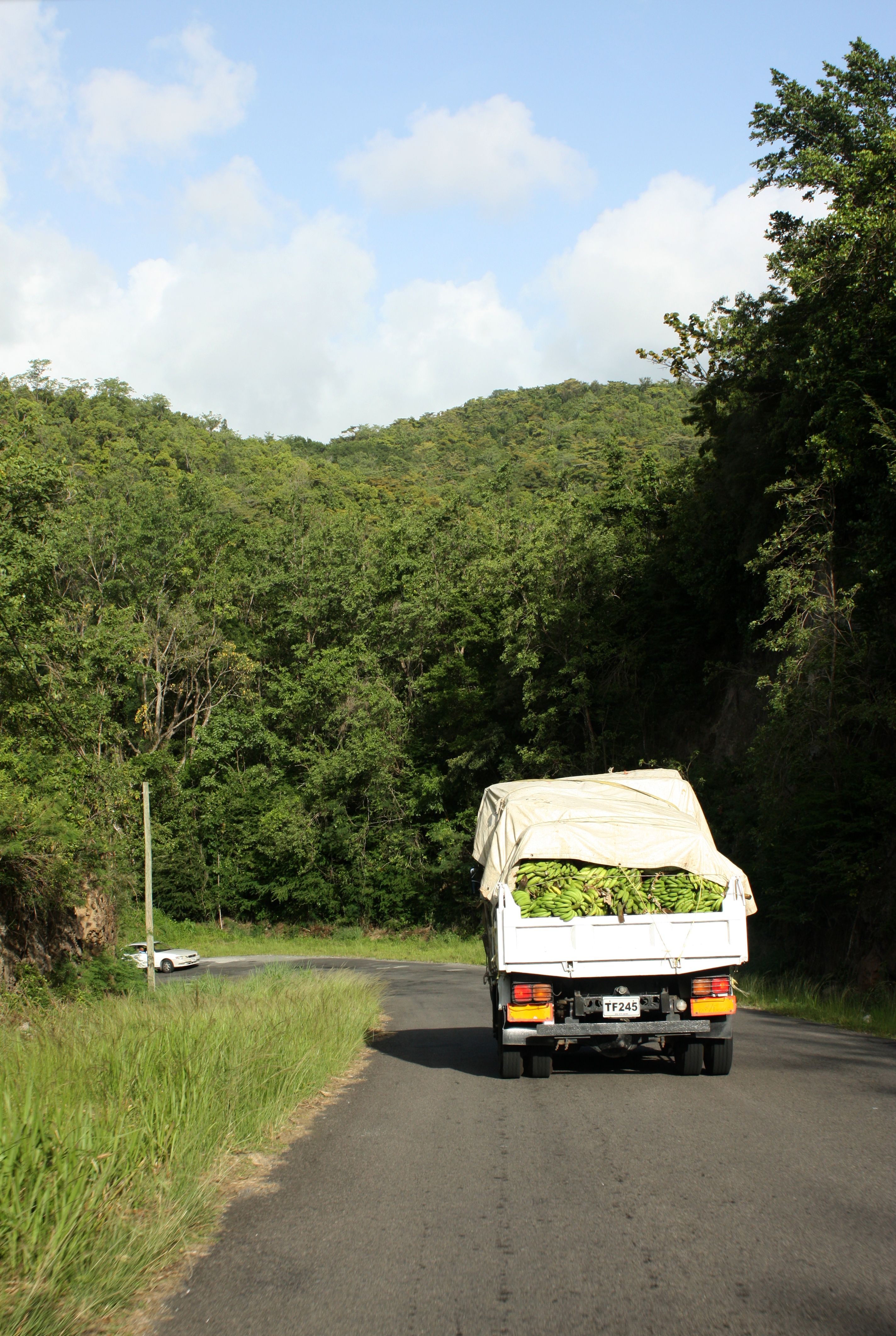
Bananentransport in Saint Peter

De belangrijkste exportproducten worden geteeld op plantages en zijn bananen, kokos, suiker, koffie en cacao. De plantages nemen ongeveer een kwart van het eiland in. Visvangst, bosbouw en veeteelt dragen maar weinig aan de economie van Dominica bij. Ecotoerisme wordt langzamerhand belangrijker. Historisch is het klassieke toerisme minder aanwezig op Dominica dan op de andere Caribische eilanden door de relatieve afwezigheid van zandstranden. Offshorebankieren is een belangrijk onderdeel van de economie.
Het is mogelijk staatsburgerschap van Dominica te kopen na een investering US$100.000. Het is niet verplicht om in Dominica te wonen en de procedure kan op afstand worden geregeld. Het Internationaal Monetair Fonds schatte dat het programma in 2017 verantwoordelijk was ongeveer 10% van het bruto binnenlands product.
In 2018 bedroeg het bruto binnenlands product 485 miljoen dollar; per persoon is dat circa 6860 dollar.

## Politiek
De president is het staatshoofd (Sylvanie Burton), en de uitvoerende macht berust bij een kabinet met een premier (Roosevelt Skerrit) aan het hoofd. Er is een eenkamerparlement (House of Assembly), dat bestaat uit 30 leden. Hiervan worden 21 direct gekozen. Negen leden worden ofwel benoemd door de president, ofwel gekozen door de overige leden van het parlement.

### Bestuurlijke indeling
Dominica is in tien bestuurseenheden (parishes) ingedeeld: Saint Andrew, Saint David, Saint George, Saint John, Saint Joseph, Saint Luke, Saint Mark, Saint Patrick, Saint Paul, Saint Peter.
Het Kalinago-territorium is een autonoom territorium van de Cariben.

### Mensenrechten
In Dominica was homoseksualiteit bij wet verboden. In 2001 werd de wet voor het laatst toegepast, en werden 15 vrouwen en 10 mannen veroordeeld tot 5 jaar gevangenisstraf. In april 2024 werd de sodomiewet door het hooggerechtshof ongeldig verklaard. Consensuele seksuele relaties zijn toegestaan ongeacht het geslacht.
De doodstraf in Dominica is gehandhaafd bij wet (2021), maar wordt sinds 1986 niet meer uitgevoerd. Dominica wordt beschouwd als een handhaver van de doodstraf.

## Transport

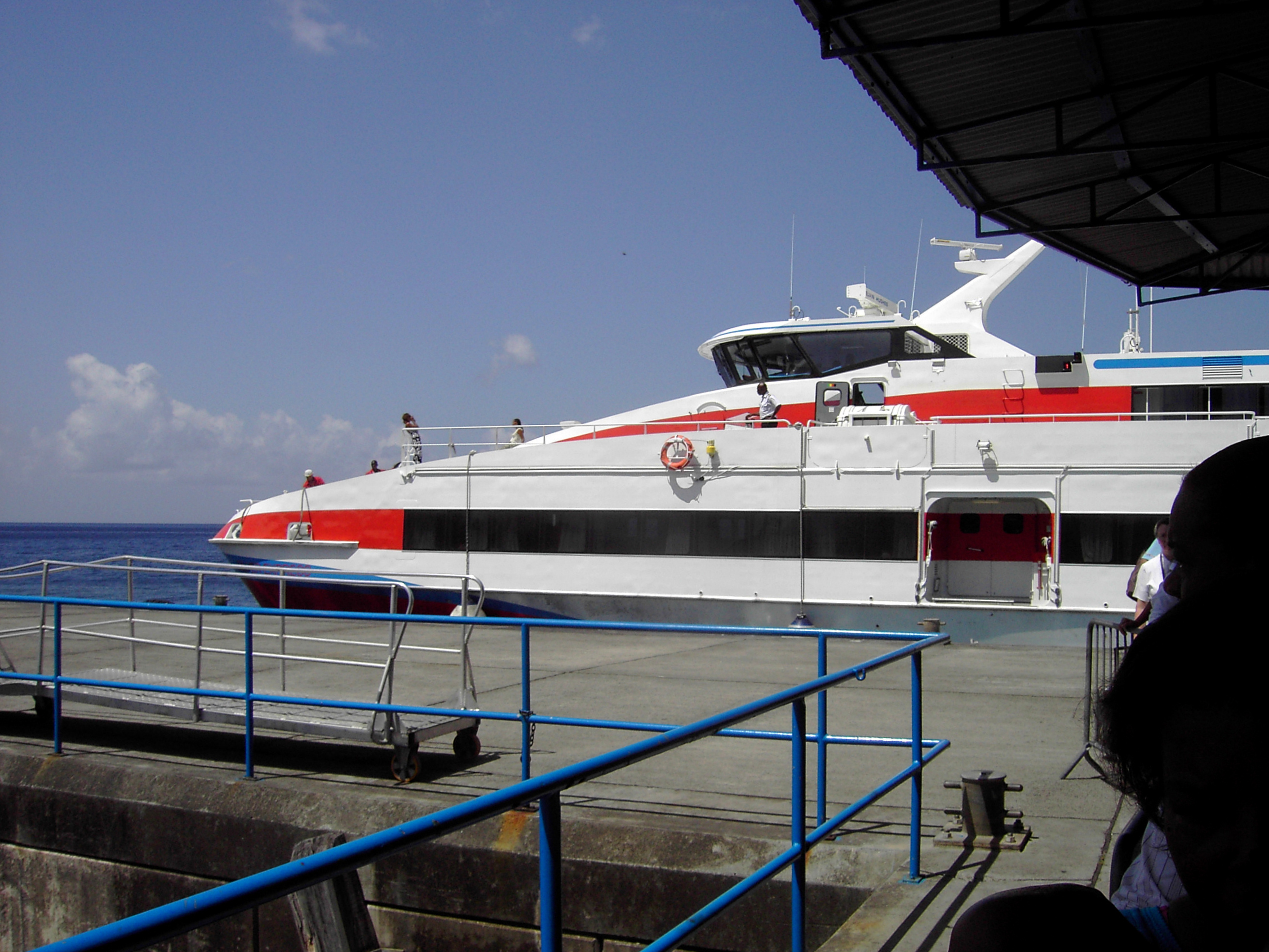
Veerboot naar Guadeloupe

Het belangrijkste vliegveld is de luchthaven Douglas-Charles in het noordoosten van het eiland, maar er worden alleen vluchten binnen het Caraïbisch gebied aangeboden. De kleinere luchthaven Canefield bevindt bij de hoofdstad Roseau. In de haven van Roseau vertrekken veerboten naar Pointe-à-Pitre in Guadeloupe, Fort-de-France in Martinique, en Castries in Saint Lucia.
Het openbaar vervoer bestaat uit minibussen. Door het bergachtig terrein zijn de wegen smal, kronkelachtig met haarspeldbochten. In 1956 was de Transinsular Road (nu: Dr Nicholas Liverpool Highway) gereed gekomen die het oosten en westen van het eiland verbindt. In 1972 was de weg tussen Roseau en Portsmouth, de twee grootste plaatsen, gereed. Het gebruik van taxi's wordt aangeraden voor toeristen. Het verkeer rijdt links.

## Galerij

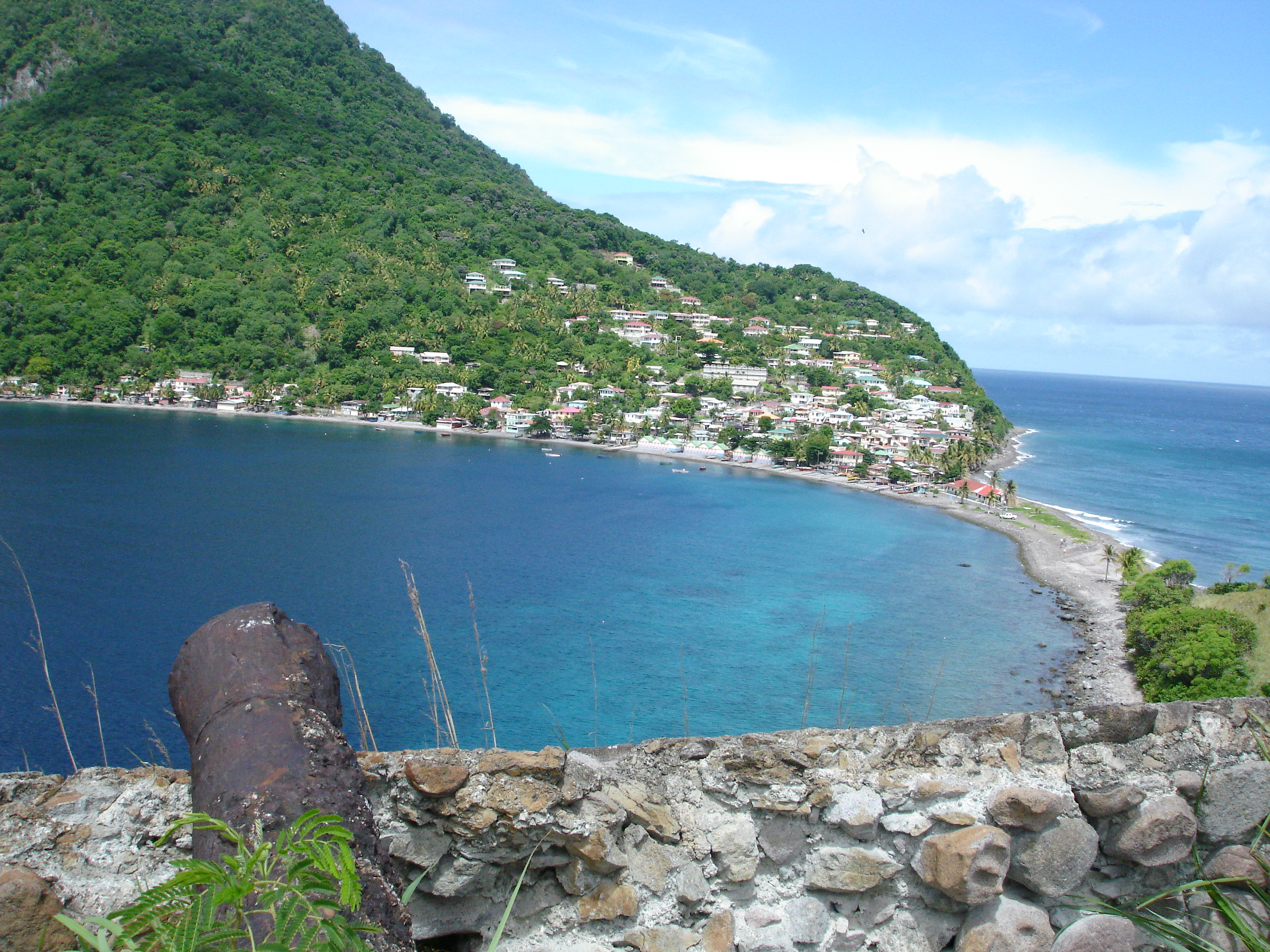
Baai van Soufrière in Saint Mark
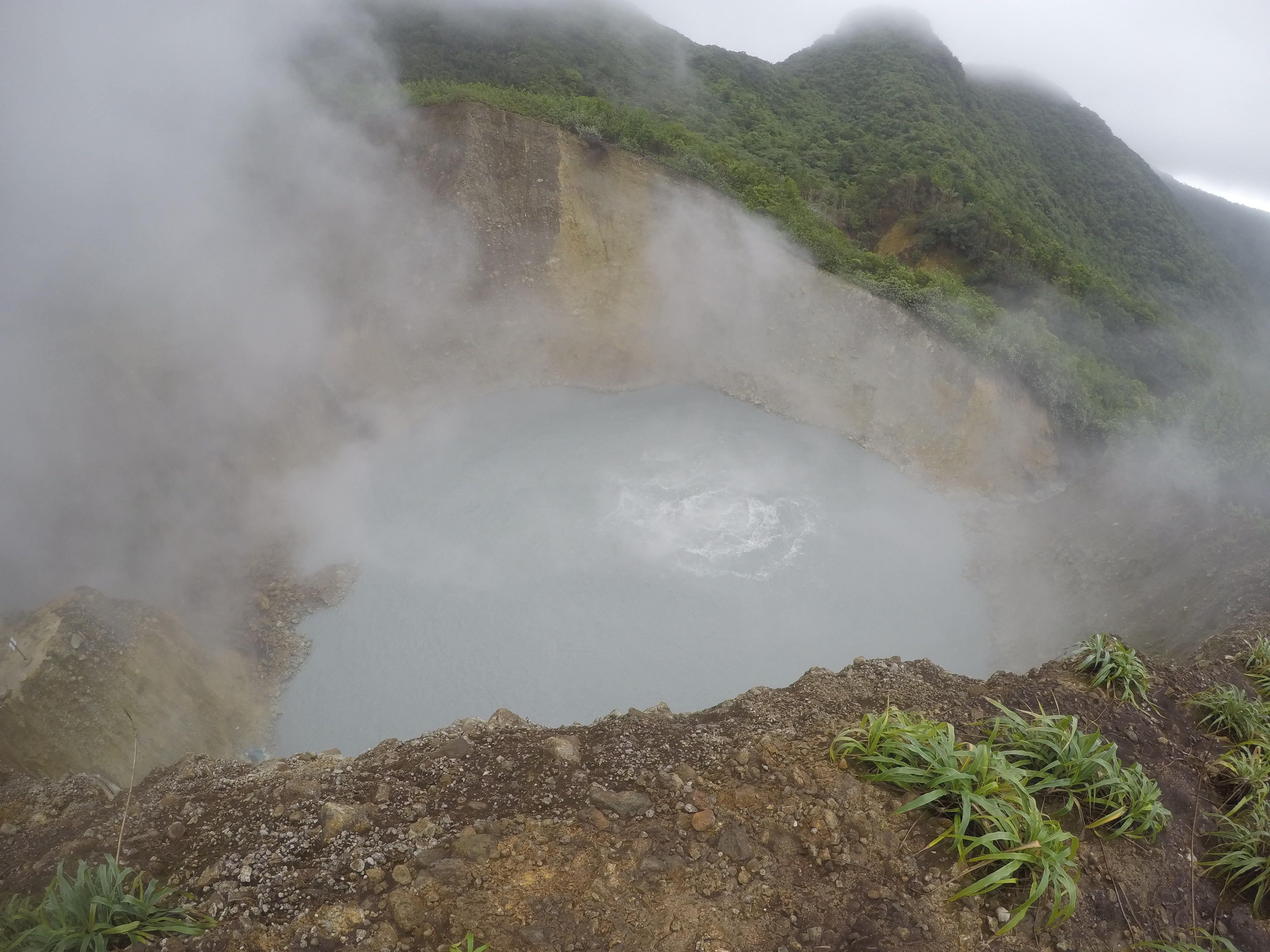
Boiling Lake
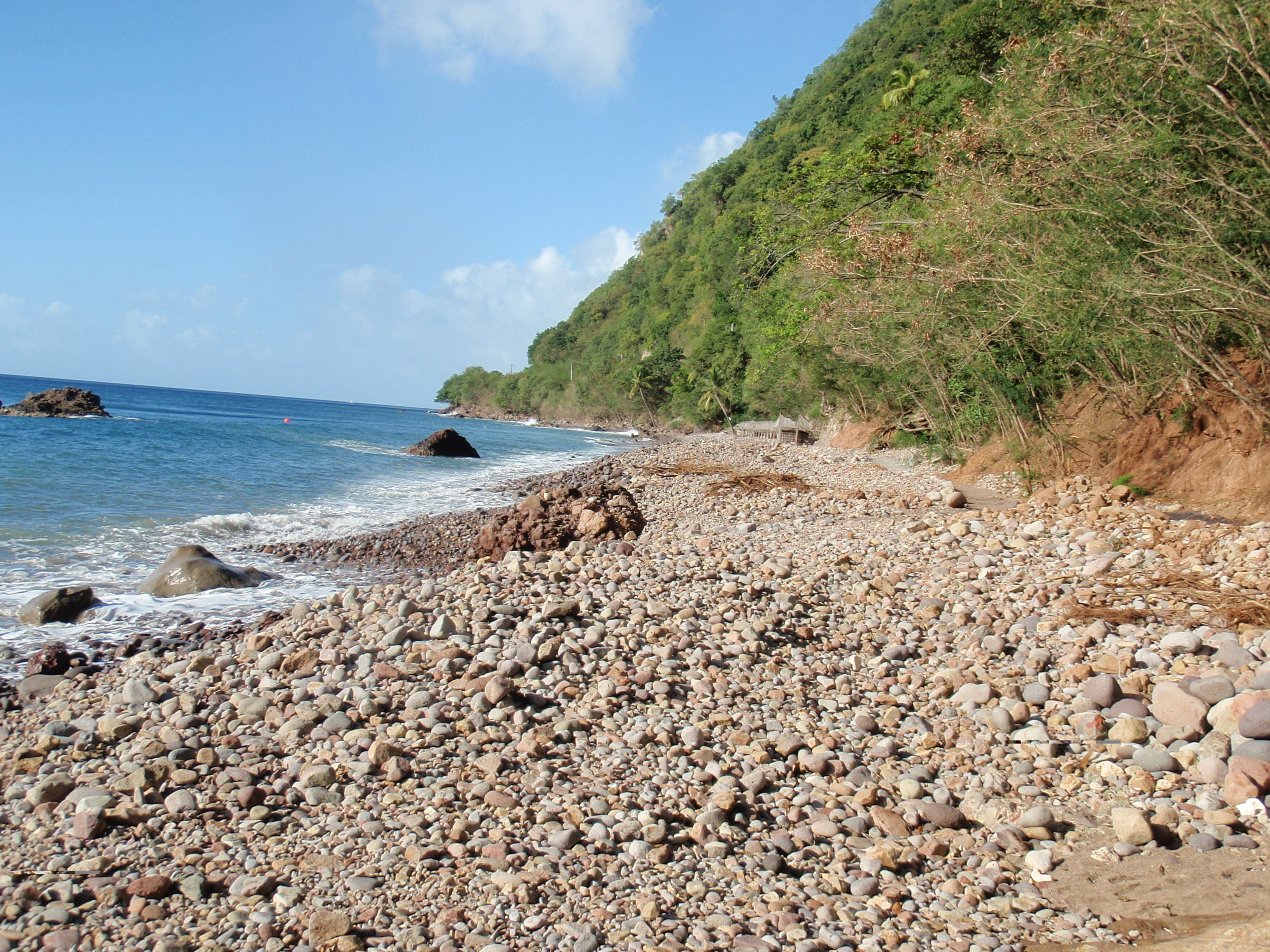
Champagne Beach
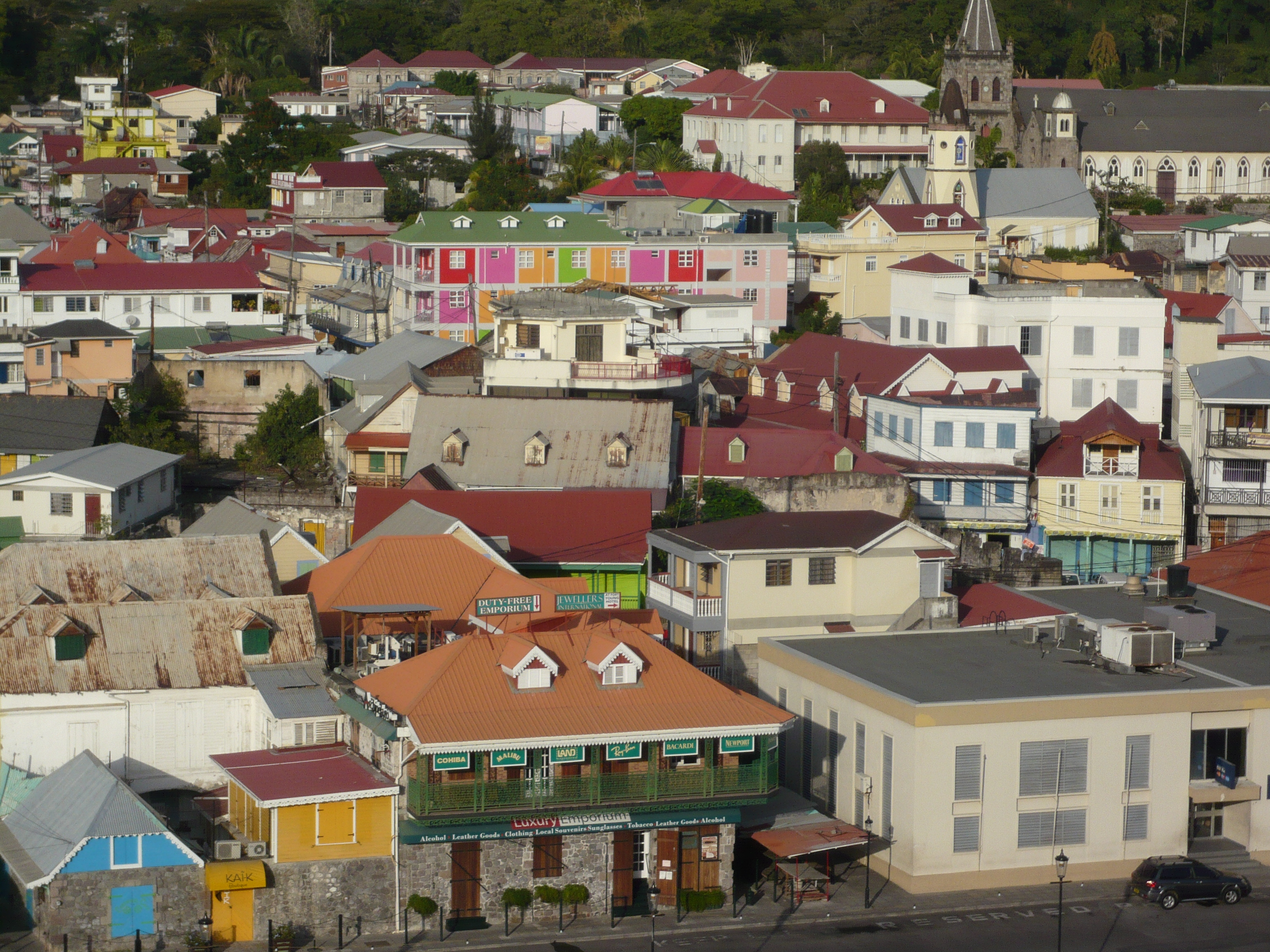
Roseau

- Gemeinsame Normdatei: 4085456-5
- International Standard Name Identifier: 0000 0001 1425 5416
- KulturNav: 518826cf-57dd-4b4b-9e1c-89bc0fee418e
- Library of Congress Control Number: n50065763
- MusicBrainz: 9898ec17-2174-3a61-9e3b-3f51b3ee4de1
- National Archives and Records Administration: 10044924
- Bibliotheek van het Japanse parlement: 00576355
- Nationale Bibliotheek van Tsjechië: ge129001
- Nationale Bibliotheek van Israël: 987007557267605171
- Système universitaire de documentation: 027263991
- Virtual International Authority File: 124281406
- WorldCat: E39PBJpPHcfh3pJGqCx4PjRMyd

Antigua en Barbuda · Bahama's · Barbados · Belize · Canada · Costa Rica · Cuba · Dominica · Dominicaanse Republiek · El Salvador · Grenada · Guatemala · Haïti · Honduras · Jamaica · Mexico · Nicaragua · Panama · Saint Kitts en Nevis · Saint Lucia · Saint Vincent en de Grenadines · Trinidad en Tobago · Verenigde Staten

Land van het Koninkrijk der Nederlanden: Aruba · Curaçao · Sint Maarten

Nederlands openbaar lichaam: Bonaire · Sint Eustatius · Saba

Frans overzees departement: Guadeloupe · Martinique

Overzees gebied van het Verenigd Koninkrijk: Anguilla · Bermuda · Britse Maagdeneilanden · Kaaimaneilanden · Montserrat · Turks- en Caicoseilanden

Overige gebieden: Amerikaanse Maagdeneilanden · Clipperton · Groenland · Puerto Rico · Saint-Barthélemy · Saint-Martin · Saint-Pierre en Miquelon
Antigua en Barbuda ·
Australië ·
Bahama's ·
Bangladesh ·
Barbados ·
Belize ·
Botswana ·
Brunei ·
Canada ·
Cyprus · 
Dominica ·
Fiji ·
Ghana ·
Grenada ·
Guyana ·
India ·
Jamaica ·
Kameroen ·
Kenia ·
Kiribati ·
Lesotho ·
Malawi ·
Maleisië ·
Malta ·
Mauritius ·
Mozambique ·
Namibië ·
Nauru ·
Nieuw-Zeeland ·
Nigeria ·
Oeganda ·
Pakistan ·
Papoea-Nieuw-Guinea ·
Rwanda ·
Saint Kitts en Nevis ·
Saint Lucia ·
Saint Vincent en de Grenadines ·
Salomonseilanden ·
Samoa ·
Seychellen ·
Sierra Leone ·
Singapore ·
Sri Lanka ·
Swaziland ·
Tanzania ·
Tonga ·
Trinidad en Tobago ·
Tuvalu ·
Vanuatu ·
Verenigd Koninkrijk ·
Zambia ·
Zuid-Afrika
 Antigua en Barbuda ·  Bahama's ·  Barbados ·  Belize ·  Dominica ·  Grenada ·  Guyana ·  Haïti ·  Jamaica ·  Montserrat ·  Saint Kitts en Nevis ·  Saint Lucia ·  Saint Vincent en de Grenadines ·  Suriname ·  Trinidad en Tobago